# Augusta z Saksonii-Gothy-Altenburga
Auguste Luise Friederike (ur. 30 listopada 1752 w Rodzie, zm. 28 maja 1805 w Rudolstadt) – księżniczka Saksonii-Gotha-Altenburg, od śmierci teścia księcia Ludwika Guntera II 29 sierpnia 1790 księżna Schwarzburg-Rudolstadt. Pochodziła z rodu Wettynów.
Urodziła się jako bratanica księcia Saksonii-Gotha-Altenburg Fryderyka III. Jej rodzicami byli młodszy brat monarchy książę Jan i jego żona księżna Ludwika.
28 listopada 1780 w Rodzie poślubiła owdowiałego po śmierci Fryderyki Zofii Augusty Schwarzburg-Rudolstadt przyszłego księcia Schwarzburg-Rudolstadt – Fryderyka Karola, zostając jego drugą żoną. Para nie miała dzieci.